# Мишо Цонев
Мишо Цонев Топалов (Антон) е деец на БРП (к). Участник в комунистическото съпротивително движение по време на Втората световна война. Български партизанин от Народна бойна дружина „Чавдар“.

## Биография
Мишо Цонев е роден на 24 април 1914 г. в с. Брестово, Ловешко. Завършва прогимназия в родното си село през 1930 г. и двегодишно Земеделско училище в с. Александрово. През 1933 г. е ученик в Ловешката гимназия „Цар Борис III“. Тук е активен член на РМС. За участие в ученическа стачка е изключен от всички училища на Царство България (1934). Продължава образованието си и завършва задочен счетоводен курс в гр. Пловдив и двегодишното Млекарско училище в гр. Пирдоп (1936). Работи в Потребителната кооперация на с. Брестово.
Участва в комунистическото съпротивително движение по време на Втората световна война. Секретар на организацията на БРП (к) в с. Брестово. Ятак на Народна бойна дружина „Чавдар“. Участва в редактирането на партизанския вестник „Истина“. След провал преминава в нелегалност на 26 април 1942 г. Партизанин от Народна бойна дружина „Чавдар“. Загива на 19 октомври 1942 г. при акция за изпълнение на издадена от комунистите смъртна „присъда“ над кмета на с. Брестово. По повод гибелта му, командирът на Народна бойна дружина „Чавдар“ Христо Кърпачев пише стихотворението „На Мишо Цонев“.